# Pedro Fernando
Пауло Фернандо Фазенда Мануел (нар. 19 листопада, 1998, Луанда, Ангола), більш відомий під своїм сценічним ім'ям Педро Фернандо — африканський репер з Анголи. Розпочав кар'єру у 2013 році, випустив свій перший альбом у 2016 році.

## Дискографія

### Альбоми
- Golden God — EP, (2016)[6]

### Singles
- Vibe — Один, (2016)
- Confiar — Один, (2017)